# Donja Šatornja
Donja Šatornja (em cirílico: Доња Шаторња) é uma vila da Sérvia localizada no município de Topola, pertencente ao distrito de Šumadija, na região de Šumadija. A sua população era de 686 habitantes segundo o censo de 2011.

## Demografia
| 1948 | 1953 | 1961 | 1971 | 1981 | 1991 | 2002 | 2011 |
| ---- | ---- | ---- | ---- | ---- | ---- | ---- | ---- |
| 1065 | 1086 | 1154 | 1089 | 965  | 874  | 800  | 686  |